# Hvidhovedet saki
Den hvidhovedede saki (Pithecia pithecia) er en art i slægten sakiaber blandt vestaberne. Den lever nord for Amazonfloden i Sydamerika i regnskove, plantager og galleriskove.

## Beskrivelse
Der er, til forskel fra mange andre arter af vestaber, stor forskel på udseendet af han og hun. Hannen har sort pels og en hvid ansigtsmaske og sort snude, mens hunnen har en gråbrun pels med hvide hårspidser og et mørkt ansigt med to striber langs næseryggen. Begge køn har tyk pels med en skilning i ryggen og en mankelignende fortykning omkring hovedet. Halen, der er lidt længere end kroppen, er 34-44 cm lang og tyk og busket. Vægten er omkring 2 kg.